# 薩斯克·法比加斯
弗兰塞斯克·法布雷加斯·索莱尔（1987年5月4日—），是一名已退役西班牙職業足球員，司職正中場，是西班牙首奪世界盃冠軍及兩奪歐洲國家盃冠軍的國家隊成員，退役前效力於意大利足球乙级联赛球隊科木。
法比加斯出身巴塞罗那的拉瑪西亞青训营，但在2003年9月和阿森纳簽約。他曾经是阿仙奴的組織核心，打破球會數項紀錄。在國家隊方面，法比加斯在2003年芬蘭世少盃展開其國際賽生涯。
法比加斯的表現，令他在2006年開始入選西班牙國家足球隊。他曾代表球隊參加2006年世界盃、2008年歐洲國家盃、2010年世界盃、2012年歐洲國家盃和2014年世界盃，其中在2008年歐洲國家盃、2010年世界盃及2012年歐洲國家盃更取得冠軍。

## 早年
法比加斯於1987年出生，父親老弗朗塞斯克·法比加斯（Francesc Fàbregas Sr.），經營一家房地產公司，母親名為紐妮亞·索莱尔（Núria Soler），是酥皮點心店的老闆，他有一个妹妹出生于1990年，Carlota Fàbregas。法比加斯自小已為巴塞隆拿足球會的球迷，9個月大時他的爺爺已帶他觀看足球比賽。法比加斯在巴塞隆拿展開其足球生涯。起初，他為一名防守中場，但他卻是一個多產的射手，曾在青年聯賽中一季射入超過30球，但他並沒有被選進一隊。由於感覺到自己在巴塞只得有限上陣機會，他選擇轉會阿森纳，在2003年9月11日和這支倫敦球會簽約。

## 球會生涯

### 阿仙奴
加盟阿仙奴初期，他感到在英格蘭首都生活很困難，但他很快便和說西班牙語的辛德路斯結成朋友，而辛德路斯幫助他安頓下來 加盟時只有16歲，法比加斯並未即時加入一隊，他專注於練球和學習英語，常向一些球員如韋拉和基拔圖施華等學習。他很快便得到首次上陣機會，2003年10月23日的聯賽盃，對手為洛達咸。他成為兵工廠上陣最年輕的球員，那時他只有16歲零177天。他之後成為阿仙奴史上最年輕的入球者，在其後的聯賽盃對狼隊射入一球，助球隊大勝5:1。雖然阿仙奴在2003/04球季以不敗姿態取得聯賽冠軍，但法比加斯並沒有取得冠軍獎牌，因為他從未在聯賽上陣過一場。
2004/05球季還未開季，法比加斯已取得非聯賽盃的首次上陣機會。他在社區盾對曼聯的賽事中上陣。韋拉的受傷，使法比加斯得到連續四場的聯賽正選上陣機會。他的表現良好，在大勝布力般流浪3:0的賽事之中，他取得一個入球，成為阿仙奴最年輕的聯賽入球者。在伊度和基拔圖施華的受傷之下，他獲得各項比賽更多上陣的機會。在歐洲聯賽冠軍盃，他成為這項盃賽史上最年輕的入球者，阿仙奴以5:1大勝洛辛堡中球隊取得的第三個入球，便是由他取得。整季賽事中，他贏得在加盟阿仙奴後的首個冠軍，2005年足總盃決賽球隊憑点球擊敗曼聯一戰，他以正選球員姿態捧盃。

#### 成為正選

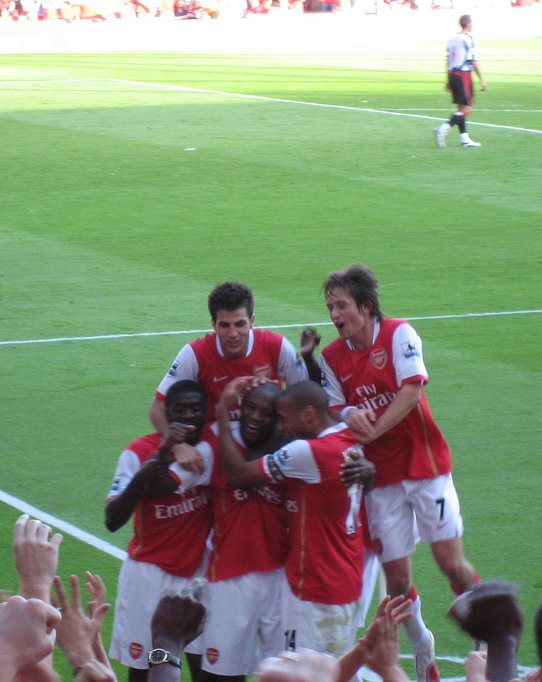
法比加斯入球後，和隊友慶祝。

维埃拉轉會祖雲達斯後，法比加斯開始在中場線和吉尔伯托·席尔瓦合作。2005/06球季之中，他共為球隊上陣49場賽事。他雖然很年輕，但他的表現隨著比賽越來越好。由於打法開始適應，犯規次數也比维埃拉少，初時法比加斯認為自己沒能力取代维埃拉。不過，法比加斯確立了自己在踢法上的風格，球隊在歐洲聯賽冠軍盃上擊敗皇家馬德里和有维埃拉倒戈的祖雲達斯中，他的表現讓觀眾留下了深刻的印象。8強對祖雲達斯的首回合，法比加斯先開紀錄，而射手亨利則攻入了第二個入球，證明自己有足夠實力成為一個能繼承维埃拉勇敢攔截、強硬踢法的中場球員。之後，他在決賽以正選身份對戰其母會巴塞罗那，可惜阿仙奴以1:2落敗，使阿仙奴在2005/06球季四大皆空。
夏天轉會市場重開，法比加斯涉及多宗轉會傳聞，儘管阿仙奴和法比加斯有長約在身，皇馬卻很渴望簽入他，但阿森纳領隊雲加表明阿仙奴並沒有受到任何叫價。2006年9月，法比加斯和阿仙奴還剩下6年合約，阿森纳提供了新的5年合約（簽下8年合約，頭5年為死約，餘下3年可選擇離開），法比加斯於2006年10月19日簽下這份合約 和球會的合約年期非常長，法比加斯喜歡阿仙奴的風格和雲加英明的領導，是他願意以長約獻身給球會的原因。

#### 球隊核心
2006/07球季是法比加斯和阿森纳的一眾年輕球員好好磨練的機會。球會再次失落大型比賽錦標和在聯賽盃決賽對切尔西的倫敦打吡以1:2落敗。不過，法比加斯逐漸顯示出自己的重要性，在每場比賽擔當作關鍵創造性球員。2006/07賽季歐洲聯賽冠軍盃中，法比加斯為阿仙奴取得個好開始，在第三圈外圍賽對薩格勒布戴拿模梅開二度，助球會輕取對手3:0。在英超聯賽，他貢獻了13次助攻，為聯賽中第二高的。該季他取得多項個人榮譽，包括意大利報章都灵体育报所舉辦的金童獎，為歐洲的著名編輯投票選出。他亦入選歐洲足協年度最佳陣容 和當選2007年1月FA英超每月最佳球員。此外，他亦被提名為英格蘭球員先生和PFA年度最佳青年球員，但該兩獎皆被曼聯的C朗拿度取得。2007年6月，他以60%得票率當選阿仙奴季度最佳球員（Arsenal's Player of the Season）。

#### 關鍵球員

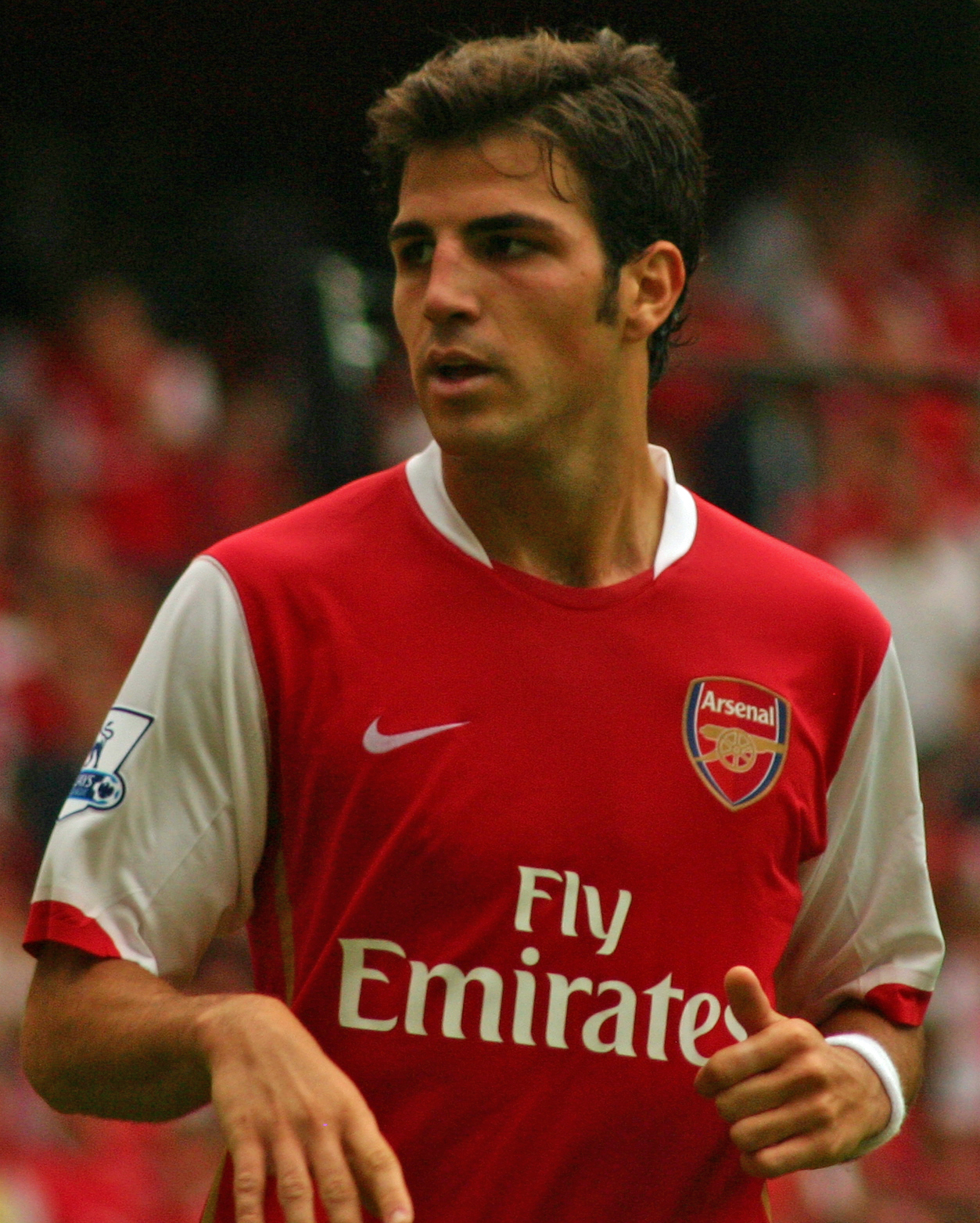
法比加斯（2007年8月）

2007/08球季阿仙奴可說是以多災多難來展開球季。先是球會副主席大衛·甸恩（David Dein）因球會內部糾紛為由離開，接著是球會隊長及神射手——亨利轉會巴塞隆拿。這亦是對於雲加在球會的前途的一次投機買賣。法比加斯知道自己成為阿仙奴最重要的球員，指自己已經準備好接受任何挑戰。他在開季表現不錯，頻頻入球和助攻，ESPN足球網（soccernet）更將阿仙奴開季的成功全歸功於他。傑出的表現亦令他贏得O28月至10月連續三次贏得阿仙奴球迷每月最佳球員（Player of the Month award from Arsenal fans） 和9月的英超每月最佳球員。助阿仙奴在聯賽榜一直領先至3月。
法比加斯亦在2007/08賽季歐洲聯賽冠軍盃中取得相等於聯賽的好表現，包括在16強次回合對AC米蘭，法比加斯在比賽末段入球，助球隊挺進半準決賽。2008年4月11日，法比加斯再被提名為英格蘭球員先生和PFA年度最佳青年球員，他贏得了後者，和入選了PFA年度最佳陣容。但是，阿仙奴保持著聯賽的領先優勢失敗，以及數個盃賽相繼出局，意味著球隊連續3年四大皆空。

#### 隊長之路

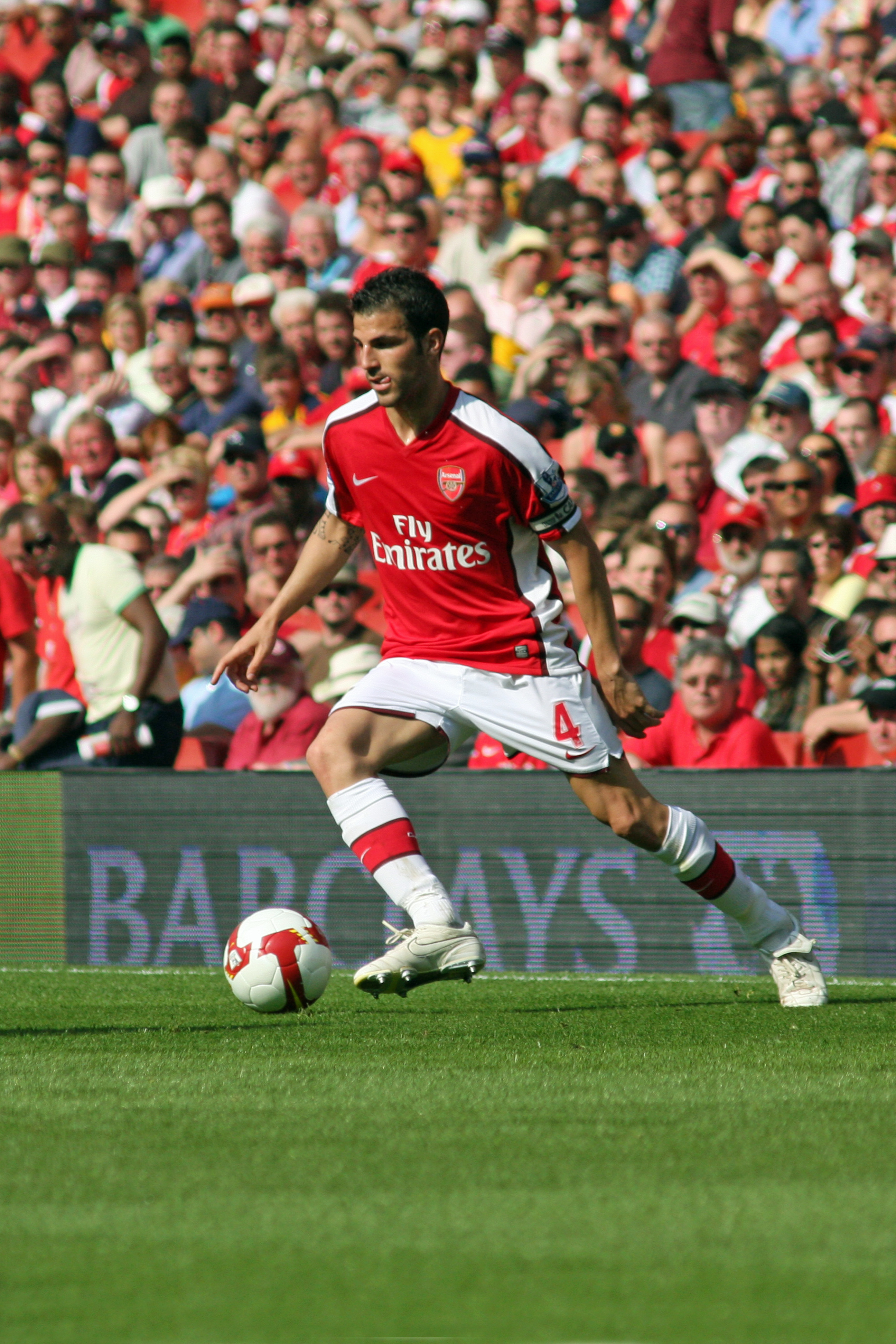
法比加斯擔任阿仙奴的新隊長後，對陣史篤城

2008/09球季中，阿仙奴經過13週的英超賽事，以7勝2和4負的成績排第5位，先後敗予富咸、侯城、史篤城和維拉，雖然球隊於11月8日2-0擊敗宿敵曼聯，但對球隊的士氣跟表演沒大幫助。在第14週的比賽前，傳媒披露隊長加拿斯在將發行的自傳中，提及對隊友的不滿，當中包括該年度主場4-4迫和熱刺的賽事中，與隊友在更衣室內訌的情況。。最終加拿斯被褫奪隊長一職，原來差劣的士氣更一蹶不振。之後阿仙奴在第14週的比賽慘負曼城0-3，並在聯賽盃中敗於英冠球隊般尼，球隊雪上加霜。2008年11月24日，雲加在歐聯對基輔戴拿模的賽前記者招待會上，宣佈由現年21歲，效力了六個賽季的法比加斯成擔任阿仙奴的新隊長。他的首要工作就是帶領日漸低迷的球隊走出困境，從谷底爬回來。他的上任亦意味著阿仙奴新一代球員正式抬頭。
可是，擔任隊長後不久，法比加斯於聯賽對利物浦的比賽中，膝部韌帶撕裂，需要養傷三個月，這使本來鬧兵荒的阿仙奴更為雪上加霜。
經過四個月的休養後，槍手隊長於英超第三十一輪阿仙奴主場對陣曼城的比賽復出，上場79分鐘奉獻兩次助攻，在酋長球場六萬名球迷的掌聲中下場，幫助球隊2-0擊敗曼城，延續球隊進入新年後的不敗紀錄。

### 巴塞隆拿
2011年夏天，法布雷加斯以4000万欧元的身價轉會巴塞罗那，回到離開了8年的家鄉。在巴塞罗那的三个赛季中，法布雷加斯表现优异。在瓜迪奥拉的手下，他逐渐被改造成进攻中场，甚至被推到了伪中锋的位置上。法布雷加斯很快适应了新的攻击位置，频频为佩德罗，梅西等球员助攻。前两个赛季一度成为球队重要力量。13-14球季，巴萨新帅马蒂诺四大皆空，而高开低走，受到其重用的法布雷加斯难逃指责，最终还是离开了诺坎普。

### 車路士
2014年6月11日，車路士宣佈從巴塞罗那簽下西班牙中場法比加斯。他的加入為車路士添加了更多Tiki-Taka的風格，並為車路士在球場上交上多次助攻。2014-15赛季以17次助攻成功当选英超助攻王，他成为切尔西问鼎该赛季英超冠军的重要功臣。 
2015-16球季，切尔西在摩連奴領導下开季低迷，而他本人的狀態也下滑。
2016-17賽季改由干地入主，法比加斯基本上完全失去正選位置，只能長期坐「冷板凳」，關於他的轉會傳聞也隨著失去正選位置而喧騰。在12月，因為球隊進入頻密的賽程，再加上部份主力球員受到傷停的影響，法比加斯漸漸得到上陣的機會。

### 摩納哥
2019年1月11日，法甲球會摩納哥宣佈從車路士簽下法比加斯，合約到2022年賽季結束。
2022年6月18日摩納哥宣佈35岁的西班牙中场法比加斯自由身离队。

## 國家隊生涯

### 青年隊
雖然他同為西班牙國家足球隊成員，但法比加斯的國家隊生涯由青年隊開始。芬蘭主辦的2003年世少盃，他雖擔任中場球員，卻成為賽事的神射手，並經投票當選為賽事最佳球員（Player of the Tournament）
。西班牙終在賽事不敵巴西，取得亞軍。法比加斯在翌年的歐洲少年國家盃中，帶領西班牙隊同樣取得亞軍，法比加斯成為賽事黃金球員（Golden Player of the tournament）。

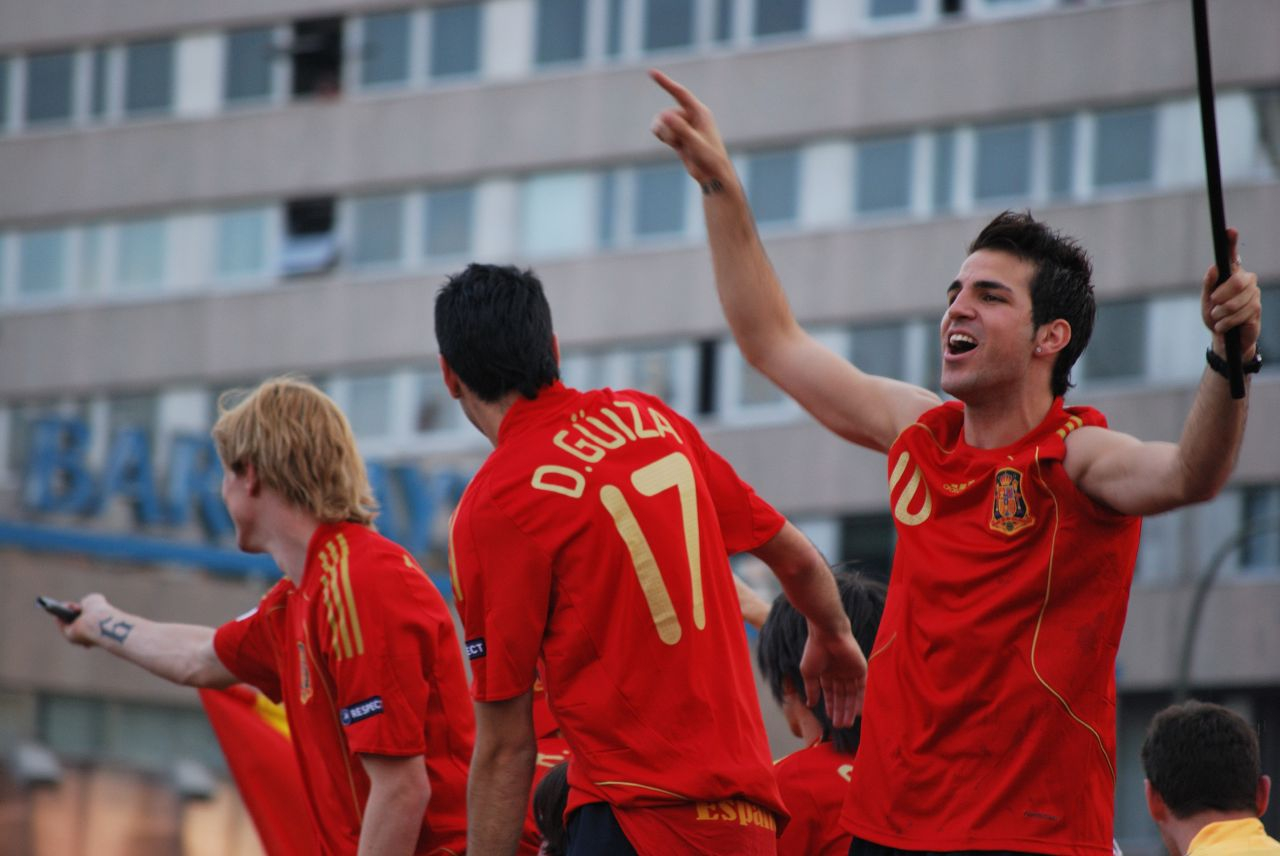
法比加斯慶祝球隊贏得2008年歐洲國家盃冠軍。

### 一隊
法比加斯加盟阿仙奴的第二季便成為重心球員後不久，便成為西班牙隊的一員。留意到他在2006年歐聯的突出表現，西班牙教練阿拉干尼斯徵召這年輕球員入隊友賽科特迪瓦。在這場比賽裡，法比加斯成為西班牙隊70年來最年輕的成員 。他的處子戰獲得一致好評，以及參與球隊首個入球的進攻，助西班牙以3:2擊敗科特迪瓦。
2006年5月15日，法比加斯獲選入2006年世界盃西班牙的大軍名單。世界盃賽事進行期間，他在小組賽首兩戰均以後備姿態上陣，對突尼西亞一戰，他貢獻了一個助攻予前鋒費蘭度托利斯入球，助西班牙以3:1擊敗對手。西班牙最後一場分組賽對沙地阿拉伯，他開始靠攏西班牙預備組球員（包括前阿仙奴隊友雷耶斯）。16強對法國的賽事，他代替辛拿，獲得正選上陣機會，惜以1:3敗陣。法比加斯亦成為西班牙足球歷史上參加世界盃最年輕的球員，他首次上陣是在2006年6月13日分組賽第一場對烏克蘭的分組賽，在77分鐘入替路爾斯加西亞，最後西班牙以4:0大勝對手，那時他只有19歲零41天。其後他被提名世界盃最佳年輕球員，但這個獎最後由德國的普多斯基奪得。
在2008年歐洲國家盃，法比加斯由原來的18號獲改穿10號球衣。雖然他大多數都是以後備身份出場，但這位中場球員為西班牙隊帶來相當大的作用。他取得個人首個國際賽入球是4:1大勝俄羅斯一戰，這戰他還貢獻了一個助攻。西班牙在小組賽三戰全勝，在半準決賽遇上意大利。在這場賽事裡，兩隊戰至120分鐘仍然互無紀錄，需要射十二碼分勝負，法比加斯射入了致勝十二碼，助球隊擊敗這支應屆世界盃冠軍。在準決賽，法比加斯為球隊交出兩個助攻，助西班牙以3:0勝利，繼小組賽後，球隊再次以三球大勝俄羅斯。法比加斯在決賽對德國以正選上陣，結果球隊小勝1:0，自1964年來，西班牙隊首次贏得大型比賽錦標。由於表現突出，法比加斯獲選入歐洲國家盃官方23人球員名單。
2010年，法比加斯獲選入西班牙國家足球隊23人名單，出戰南非世界盃，雖然並未獲得一次正選上陣，但在決賽中加時116分鐘助攻恩尼斯達，使西班牙以1:0擊敗荷蘭，奪得2010世界盃冠軍。
2012年的法比加斯再次身穿10號球衣代表西班牙隊出戰2012年歐洲國家盃，他在小組賽首戰意大利及對愛爾蘭的賽事各取得1個入球；到了準決賽階段與葡萄牙的法定時間120分鐘賽和0:0，法比加斯一如去屆在互射十二碼的最後一輪射入了致勝十二碼把對手淘汰出局為球隊取得決賽資格；在2012年7月1日的歐國盃決賽重遇老對手意大利，他在這場比賽的第14分鐘助攻給大衛·席爾瓦射進第一球，協助西班牙國家隊成功衛冕歐國盃冠軍。

## 比賽風格

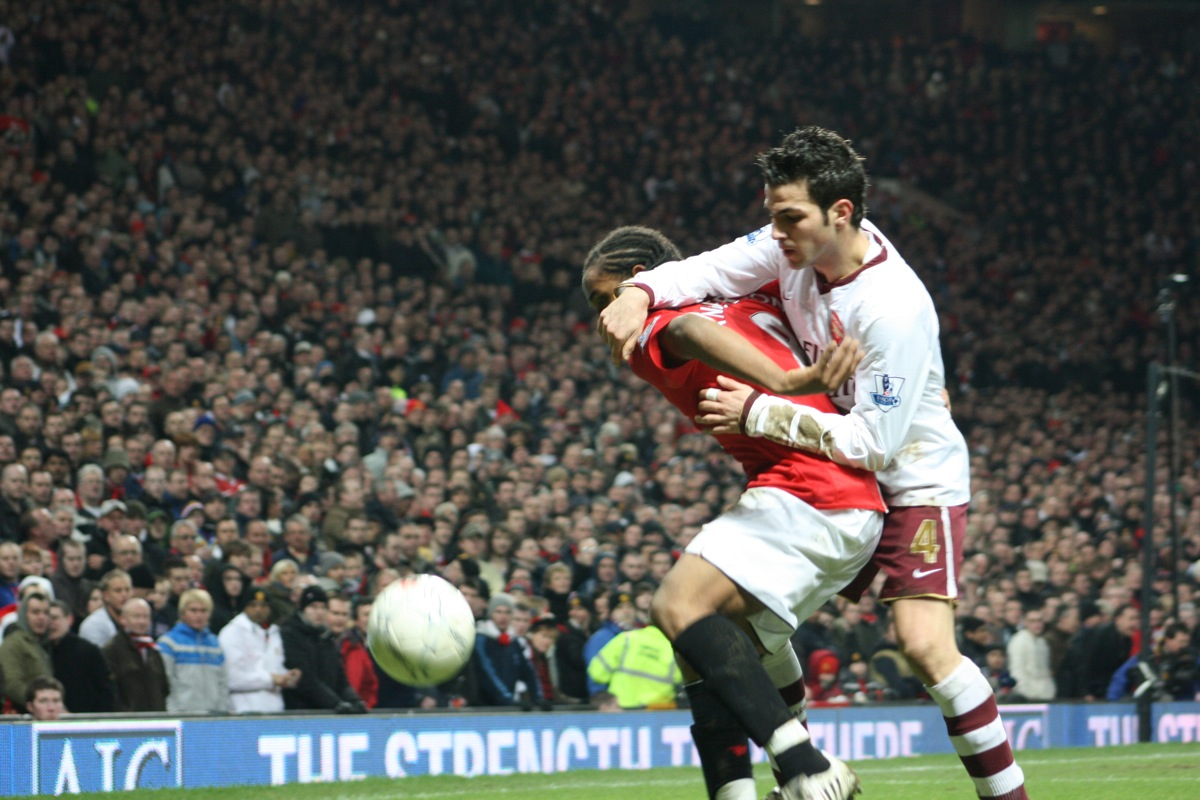
阿仙奴在2007/08球季對曼聯，法比加斯正和曼聯的路爾斯·安達臣爭球。

起初阿仙奴打算將法比加斯帶到球會，然後靠聯賽盃慢慢發展技術，但在2004/05球季，他意外地被部署為球隊的正選中場球員，以頂替持續受傷的韋拉、伊度和基拔圖施華。法比加斯多數擔任中場指揮官，他極具作用的原因是他傳球準確度極高。他是當今球壇上其中一個最讓人夢寐以求的球員，他常被形容為阿仙奴一隊中不可或缺的重心球員，閱讀球賽能力高、創造性強、為阿仙奴每場賽事無私的付出和成熟的表現，絕非普通的年輕球員能做到。在定點球方面，他是球隊中踢角球和自由球的首選之一。 
法比加斯在接受訪問時稱自己以前隊友韋拉為榜樣和良師益友，他的踢法很像巴塞的前主帥哥迪奧拿，他在童年時視其為英雄。在感覺上他與其他司職同一個位置的前輩相比，並沒有一個和他類型、踢法一樣的，他的踢法偏向技術型，而非速度型。最初，他因為身材瘦削和很少具侵略性的打法而被批評，而前隊友艾殊利高爾在自傳上批評他是未經證明的羽量级选手（an unproven featherweight）。
但是，法比加斯的比賽統計每年都在不斷進步，以及他採用了更具攻擊性的打法踢球。他對球會很重要，是因為他創造性強，從2006/07球季在所有比賽上共錄得16次助攻便可見一斑,在效力車路士的2014/15球季時，更加在聯賽貢獻18次助攻。他亦承認他在阿仙奴的首幾個球季入球能力很弱，2005/06和2006/07球季多次錯失入球良機是圍繞阿仙奴的一個嚴重問題。2007/08球季初期，情況有點改變，在聯賽頭16場，他射入了11球，儘管領隊雲加一直宣稱法比加斯在之前一直缺乏射門觸覺，並常將他和法國名宿柏天尼比較，柏天尼則以入球能力高為名。由於他很年輕，很多人擔心他近年經常需要同時征戰球會和國家隊的賽事，如沒有充足休息，體力很快便會耗盡，但這位中場球員效力阿仙奴多年來，從未經歷過任何大型的傷患。

## 個人生活
法比加斯的慣用腳是右腳，但是他是左撇子。
2011年夏天，法比加斯與相戀7年的青梅竹馬女友分手，分手後，傳媒拍到24歲的法比加斯與36歲的丹妮娜（Daniella Semaan）於法國度假。當時丹妮娜離開了丈夫達圖，當時丹妮娜與達圖已經育有一對子女，最後二人離婚，而法比加斯向丹妮娜求婚成功。
2018年，法比加斯和丹妮娜結婚。

## 球會統計數字
截至2021年11月25日
| 球會         | 球季         | 聯賽 | 聯賽 | 聯賽 | 盃賽 | 盃賽 | 盃賽 | 歐洲賽 | 歐洲賽 | 歐洲賽 | 合計 | 合計 | 合計 |
| 球會         | 球季         | 上陣 | 入球 | 助攻 | 上陣 | 入球 | 助攻 | 上陣   | 入球   | 助攻   | 上陣 | 入球 | 助攻 |
| ------------ | ------------ | ---- | ---- | ---- | ---- | ---- | ---- | ------ | ------ | ------ | ---- | ---- | ---- |
| 阿仙奴       | 2003–04      | 0    | 0    | 0    | 3    | 1    | 0    | 0      | 0      | 0      | 3    | 1    | 0    |
| 阿仙奴       | 2004–05      | 33   | 2    | 4    | 8    | 0    | 1    | 5      | 1      | 0      | 46   | 3    | 5    |
| 阿仙奴       | 2005–06      | 35   | 3    | 5    | 2    | 1    | 0    | 13     | 1      | 2      | 50   | 5    | 7    |
| 阿仙奴       | 2006–07      | 38   | 2    | 13   | 6    | 0    | 2    | 10     | 2      | 1      | 54   | 4    | 16   |
| 阿仙奴       | 2007–08      | 32   | 7    | 20   | 3    | 0    | 1    | 10     | 6      | 2      | 45   | 13   | 23   |
| 阿仙奴       | 2008–09      | 22   | 3    | 11   | 1    | 0    | 0    | 10     | 0      | 5      | 33   | 3    | 16   |
| 阿仙奴       | 2009–10      | 27   | 15   | 13   | 1    | 0    | 1    | 8      | 4      | 3      | 36   | 19   | 17   |
| 阿仙奴       | 2010–11      | 25   | 3    | 11   | 6    | 3    | 1    | 5      | 3      | 2      | 36   | 9    | 14   |
| 總計         | 總計         | 212  | 35   | 77   | 30   | 5    | 6    | 61     | 17     | 15     | 303  | 57   | 98   |
| 巴塞罗那     | 2011–12      | 28   | 9    | 10   | 9    | 3    | 6    | 11     | 3      | 4      | 48   | 15   | 20   |
| 巴塞罗那     | 2012–13      | 32   | 11   | 11   | 8    | 2    | 1    | 8      | 1      | 0      | 48   | 14   | 12   |
| 巴塞罗那     | 2013–14      | 17   | 7    | 10   | 5    | 3    | 1    | 5      | 1      | 1      | 27   | 11   | 12   |
| 总计         | 总计         | 77   | 27   | 30   | 22   | 8    | 8    | 24     | 5      | 5      | 123  | 40   | 44   |
| 切尔西       | 2014–15      | 34   | 3    | 18   | 6    | 0    | 5    | 8      | 2      | 3      | 48   | 5    | 26   |
| 切尔西       | 2015–16      | 37   | 5    | 7    | 4    | 0    | 1    | 8      | 1      | 1      | 49   | 6    | 9    |
| 切尔西       | 2016–17      | 29   | 5    | 12   | 8    | 2    | 1    | 0      | 0      | 0      | 37   | 7    | 13   |
| 切尔西       | 2017–18      | 32   | 2    | 4    | 9    | 0    | 4    | 8      | 1      | 1      | 49   | 3    | 9    |
| 切尔西       | 2018–19      | 6    | 0    | 0    | 5    | 1    | 0    | 5      | 0      | 2      | 16   | 1    | 2    |
| 总计         | 总计         | 138  | 15   | 41   | 32   | 3    | 11   | 29     | 4      | 7      | 199  | 22   | 59   |
| 摩納哥       | 2018–19      | 13   | 1    | 0    | 2    | 0    | 0    | 0      | 0      | 0      | 15   | 1    | 0    |
| 摩納哥       | 2019–20      | 18   | 0    | 3    | 3    | 0    | 0    | 0      | 0      | 0      | 21   | 0    | 3    |
| 摩納哥       | 2020–21      | 20   | 2    | 3    | 5    | 1    | 2    | 0      | 0      | 0      | 25   | 3    | 5    |
| 摩納哥       | 2021–22      | 2    | 0    | 0    | 0    | 0    | 0    | 3      | 0      | 0      | 5    | 0    | 0    |
| 总计         | 总计         | 53   | 3    | 6    | 10   | 1    | 2    | 3      | 0      | 0      | 66   | 4    | 8    |
| 职业生涯总计 | 职业生涯总计 | 480  | 80   | 154  | 94   | 17   | 27   | 117    | 26     | 27     | 691  | 123  | 209  |

## 職業生涯榮譽
| 巴塞罗那 - 冠军 - 西班牙甲組足球聯賽：2012/13 - 西班牙國王盃：2011/12 - 西班牙超级杯：2011，2013 - 歐洲超級盃冠軍：2011 - 世界冠軍球會盃冠軍：2011 - 亞軍 - 西班牙甲組足球聯賽：2011/12 - 西班牙超级杯：2012 阿仙奴 - 冠軍 - 英格蘭足總盃：2005 - 英格蘭社區盾：2004 - 亞軍 - 歐洲聯賽冠軍盃：2005/06 - 英格蘭超級足球聯賽：2004/05 - 英格蘭聯賽盃：2006/07，2010/11 - 英格蘭社區盾：2005 車路士 - 冠軍 - 英格蘭聯賽盃：2014/15 - 英格蘭超級聯賽：2014/15、2016/17 - 英格蘭足總盃：2017/2018 - 歐霸盃 冠軍 2018/2019 西班牙 - 冠軍 - 世界盃：2010 - 歐洲國家盃：2008，2012 - 亞軍 - 世界少年足球錦標賽^：2003年 - 歐洲足協U17錦標賽：2004年 | 個人 - PFA - PFA年度最佳青年球員：2007 - 2008 - 英超每月球員：2007年1月及9月 - PFA年度最佳陣容：2007–08，2009-10 - 歐國盃2008最佳陣容 - 歐洲 - 歐洲金童獎：2006 - 欧洲足联年度最佳阵容：2006，2008 - 英勇獎（21歲以下）: 2006 - UEFA U-17歐國盃黃金球員：2004 - 世界 - 世界少年足球錦標賽^ 金靴獎：2003 - 世界少年足球錦標賽^ 金球獎：2003 - 阿仙奴 - O2/Arsenal.com年度最佳球員 2006–07, 2007–08 |

^  注解^：世界少年足球錦標賽，即世少盃

## 外部連結
- Cesc Fàbregas' Official Website
- 薩斯克·法比加斯 – FIFA國際賽競賽紀錄 (存檔)
- 足球数据库：Cesc Fàbregas的球员统计数据
- Profile at Arsenal.com
- Cesc Fabregas 08/09 season statistics